# Mecca Normal
Mecca Normal is een Canadees rockduo. De band werd in 1981 opgericht in Vancouver door Jean Smith en David Lester. Mecca Normal had een grote invloed op de indierockscene in het noordwesten van Noord-Amerika en meer specifiek op de riot grrrl-subcultuur, waarvan Smith als belangrijke inspiratiebron wordt gezien.

## Geschiedenis
Mecca Normal werd in 1981 in Vancouver opgericht door Smith en Lester. Ze namen pas in 1984 voor het eerst hun muziek op. Tijdens het eerste live-optreden speelde de band in het voorprogramma van de punkband D.O.A.. Het duurde nog twee jaar voor het titelloze debuutalbum Mecca Normal verscheen in 1986. Het album werd grotendeels opgenomen op een viersporenrecorder. Ze brachten het album uit op het eigen in 1985 opgerichte label Smarten Up!. Mecca Normal werd voornamelijk verkocht tijdens live-optredens.
Hierna ontstond er een vriendschappelijke relatie tussen de band en Calvin Johnson, zanger van Beat Happening en verbonden aan het platenlabel K. Op dit label werd het album Calico kills the cat uitgebracht in 1988. De band bleef tussen 1988 en 1993 albums uitbrengen bij K. Een van de laatste albums uit deze periode, Jarred up (1993), was een compilatiealbum met de singles die de band had uitgebracht bij verschillende onafhankelijke platenlabels.
Nadat het album Water cuts my hands uit 1991 door zowel K als Matador was uitgebracht, tekende de band na Jarred up bij laatstgenoemde. In 1995 verscheen Sitting on snaps. Het album werd muzikaal ondersteund door de Nieuw-Zeelandse producer Peter Jefferies. Smith en Jefferies startten een nevenproject en gaven tussen 1995 en 1997 twee albums uit. Jefferies bleef hierna meewerken aan Mecca Normal's twee volgende albums. Na Who shot Elvis? uit 1997 besloot de band een pauze in te lassen. Smith en Lester gingen hun eigen weg. In 2000 tekende Smith bij Kill Rock Stars voor haar soloalbum. In 2002 verscheen er toch weer een nieuw album van de band, The family swan, dat eveneens werd uitgebracht door Kill Rock Stars.  Twee jaar later kwam The observer uit.

## Discografie

### Studioalbums
- Mecca Normal, 1986
- Calico kills the cat, 1988
- Water cuts my hands, 1991
- Dovetail, 1992
- Jarred up, 1993
- Flood plain, 1993
- Sitting on snaps, 1995
- The eagle & the poodle, 1996
- Who shot Elvis?, 1997
- The family swan, 2002
- Janis Zeppelin, 2003
- The observer, 2006
- Empathy for the evil, 2014